# Réfugiés syriens au Canada (2015-2016)
Les réfugiés syriens au Canada sont un groupe de personnes, au moins 26 500, que le Canada a accueilli surtout en 2015-2016, parce que ces derniers étaient régulièrement soumis à de la violence en Syrie, le plus souvent à cause de leur orientation religieuse. 

## Histoire
Dans la foulée de la mort d'Alan Kurdi, le futur premier ministre du Canada Justin Trudeau promet, lors de la campagne électorale fédérale du Canada de 2015, que le Canada accorderait asile à 25 000 réfugiés syriens si son parti était élu. Par la suite, son parti étant élu, le ministre John McCallum annonce que le gouvernement du Canada devra débourser 678 millions CA$ pour accueillir et intégrer ces réfugiés. Le 25 000e réfugié serait arrivé au Canada le 27 février 2016, avec quelques mois de retard sur la planification élaborée par le gouvernement du Canada. Selon celui-ci, le coût moyen de transport par personne entre la Syrie et le Canada a été de 1 500 CA$. 
De l'automne 2015 au printemps 2016, le Canada aurait accueilli environ 40 000 Syriens. La Croix-Rouge canadienne se targue d'avoir accompagné plus de 11 000 réfugiés dans des projets visant « l’établissement et l’intégration des personnes et des familles syriennes ». Selon Statistique Canada, de 2011 à 2016, le Canada a accueilli 26 500 réfugiés syriens, alors que le gouvernement du Canada annonce, en 2019, 60 000 réfugiés syriens.
Quantre ans plus tard, dans les provinces atlantiques du Canada, beaucoup de réfugiés occupent un emploi et ont commencé à intégrer la société canadienne, la barrière de la langue constituant le plus souvent l'obstacle majeur à vaincre pour une intégration réussie. En février 2019, Statistique Canada dresse un portrait de ces réfugiés au Canada. Par exemple, « leur revenu moyen est équivalent à celui des autres réfugiés » au Canada. Par ailleurs, le Canada a appliqué une politique favorisant l'accueil de familles. Leur taux d'emploi est plus bas que les autres réfugiés, ce qui s'explique par leur courte présence sur le sol canadien au moment du sondage, quatre mois en moyenne.